# Odostomia krausei
Odostomia krausei är en snäckart som beskrevs av Clessin 1900. Odostomia krausei ingår i släktet Odostomia och familjen Pyramidellidae. Inga underarter finns listade i Catalogue of Life.